# Henrique da Silveira (esgrimista)
Henrique de Sampaio e Castro Pereira da Cunha da Silveira (Angra do Heroísmo, 26 de abril de 1900 — Lisboa, 9 de abril de 1973) foi um engenheiro agrónomo que se destacou como atleta esgrimista olímpico português, medalha de bronze de equipas de florete nos Jogos Olímpicos de 1928.

## Biografia
Henrique da Silveira nasceu na freguesia de São Bento da cidade de Angra do Heroísmo, filho do agrónomo e político jorgense José Pereira da Cunha da Silveira e Sousa Júnior, deputado às Cortes e grande proprietário rural na ilha de São Jorge, e de Francisca Dart Sampaio de Castro, ambos com ascendência na aristocracia das ilhas Terceira e São Jorge.
Ganhou a medalha de bronze de equipas de florete nos Jogos Olímpicos de 1928, juntamente com Mário de Noronha, Paulo d'Eça Leal, Jorge de Paiva, Frederico Paredes e João Sasseti.
Participou de 4 edições dos Jogos Olímpicos, em 1920, 1924, 1928 e 1936. As equipas que integrou terminaram em quarto lugar em 1920 e em 1924, sendo o seu melhor resultado individual o sexto lugar obtido em 1936, nos Jogos Olímpicos de Berlim.